# Episodi di Doraemon (serie animata 2005) (decima stagione)
Questa è la lista degli episodi della decima stagione dell'anime 2005 di Doraemon.
In Giappone è stata trasmessa su TV Asahi dal 17 gennaio al 30 dicembre 2014, mentre in Italia su Boing dal 1º agosto 2020 al 22 febbraio 2023.

## Episodi
| Nº  | Titolo italiano Giapponese 「Kanji」 - Rōmaji | In onda           | In onda                          |
| Nº  | Titolo italiano Giapponese 「Kanji」 - Rōmaji | Giapponese        | Italiano                         |
| 300 | Casa buona, casa cattiva 「よい家わるい家」 - Yoi ie warui ieIl timbro dello spavento 「◯△□恐怖症」 - ◯△□ Kyōfushō | 17 gennaio 2014   | 1º agosto 2020                   |
| 300 | Nobita è triste poiché Shizuka ha scelto di passare il pomeriggio a casa di Suneo, e vorrebbe avere a sua volta una casa ricca di giocattoli per poter competere con lui: Doraemon mostra così all'amico la macchina trasforma-ambienti, capace di far diventare la sua abitazione una casa robotizzata di ultima generazione, diversa a seconda delle esigenze. A causa di un errore, Nobita imposta il chiusky come "casa degli orrori", tanto che Shizuka se ne va via terrorizzata: è Doraemon a risolvere la situazione, facendo diventare l'abitazione un vero e proprio luna park con annesso ottovolante.Gian si vanta di non aver paura di nulla, e insieme a Suneo decide di organizzare una sorta di concorso per scoprire al contrario cos'è che spaventa di più Nobita; Doraemon, irritato dalla cattiveria dei due, decide di punirli provocando in loro un grande spavento, ma essendosi accorti di ciò questi ultimi fingono di avere paura dei dorayaki, così da farseli regalare gratis. Ancor più offeso, Doraemon utilizza il timbro dello spavento, capace di provocare la fobia di alcune figure geometriche: Suneo e Gian iniziano così ad avere rispettivamente paura dei quadrati e dei cerchi, e fuggono terrorizzati per la città. |                   |                                  |
| 301 | Un nuovo pianeta 「地球脱出計画」 - Chikyū dasshutsu keikakuParole e intenzioni 「ことばきんしマーカー」 - Kotoba kin shi mākā | 31 gennaio 2014   | 8 agosto 2020                    |
| 301 | Dopo aver parlato con Suneo, Nobita inizia a preoccuparsi per la fine del mondo, riflettendo sul fatto che in caso di catastrofe naturale sarebbe necessario un posto in cui poter fuggire. Con l'aiuto di Doraemon, sceglie così un pianeta disabitato dell'universo da rendere accogliente come una vera casa, e ciò dopo molti sforzi infine accade. Il giorno seguente, i due invitano i propri amici sul pianeta: inizialmente meravigliato, il gruppo è però costretto a fuggire in tutta fretta quando si accorge che l'estrema vicinanza al Sole avrebbe in poco tempo reso l'intero "nuovo pianeta" incandescente.Shizuka è triste perché la sua insegnante di pianoforte la rimprovera in continuazione; Nobita pensa così di farle un favore utilizzando il pennarello vieta-parole: se qualcuno pronuncerà una parola evidenziata dal pennarello, costui sarà colpito da un fulmine. Ben presto Nobita decide di utilizzare il chiusky per non essere più offeso da Gian e Suneo, evidenziando una moltitudine di termini, ma gli effetti finiscono per interessare l'intera città quando per sbaglio l'intero vocabolario si tinge con l'inchiostro del pennarello. |                   |                                  |
| 302 | Un favore per un favore 「動物変身恩返しグスリ」 - Dōbutsuhenshin'ongaeshigusuriIl pupazzo di neve gigante 「雪だるまが町にやってきた」 - Yukidaruma ga machi ni yattekita | 7 febbraio 2014   | 8 agosto 2020                    |
| 302 | Nobita è affascinato dal racconto de La gratitudine della gru, e vorrebbe essere a sua volta ringraziato dagli animali che ha aiutato: Doraemon gli presta così la medicina trasforma-animali e restituisci-favori. I due salvano un cucciolo di cane e, poco dopo - seppur involontariamente - anche una topolina; quando quest'ultima si ripresenta in forma umana, provoca però il terrore in Doraemon che ha appunto la fobia dei topi. Infine, per sbaglio, Nobita finisce per allagare con il liquido del chiusky un formicaio: anche le formiche dunque si trasformano, ma con lo scopo di vendicarsi, e gettano il ragazzo in un laghetto.Suneo invita i suoi amici in un esclusivo resort sciistico, tuttavia Nobita non ama sciare e preferisce creare un pupazzo di neve: grazie alla pallina crea-robot riesce a rendere il pupazzo un essere vivente, e gli dà il nome di Signor Neve. Sia lui che Shizuka si affezionano al pupazzo, tanto che la ragazza lo abbellisce con il suo cappello; quando la sera stessa il gruppo torna a casa, Signor Neve decide di mettersi in viaggio per restituire il cappello alla sua nuova amica. Quando il pupazzo si scioglie e ne rimane solo il volto, Shizuka è commossa dal gesto di Signor Neve. |                   |                                  |
| 303 | Nobita al cioccolato 「チョコのび太をめしあがれ」 - Choko Nobita o meshiagareUn amore al chiaro di luna 「青い月夜のリサイタル」 - Aoi tsukiyo no risaitaru | 14 febbraio 2014  | 16 agosto 2020                   |
| 303 | Suneo fa assaggiare a Shizuka degli squisiti cioccolatini artigianali, e anche Nobita vorrebbe fare altrettanto: Doraemon gli procura così un chiusky con il quale rendere di cioccolato ogni oggetto; mentre Doraemon è assente, è però lo stesso Nobita per sbaglio a finire risucchiato dal macchinario e a diventare un cioccolatino. Dopo varie peripezie e aver persino rischiato di essere mangiato da sua madre, Nobita può finalmente tornare umano grazie all'aiuto di Doraemon e del suo panno del tempo.Doraemon si è perdutamente innamorato di una gattina che, di notte, canta una canzone struggente: ben presto viene a sapere che la felina in questione si chiama Luna, e piange perché ha perso di vista il suo amato, Tera. Con l'aiuto di Nobita, Shizuka, Gian e Suneo, decide di cantare "al chiaro di luna" una canzone in cui esprimere tutti i suoi sentimenti d'amore per lei; al termine di essa, tuttavia, utilizza la dokodemo-porta per farle reincontrare Tera. In seguito, parlando con Nobita, Doraemon afferma di essere triste per avere perduto colei di cui era innamorato, ma allo stesso tempo contento di averla resa di nuovo felice. |                   |                                  |
| 304 | Lo zio di Nobita 「会いたいヒト回転寿司」 - Aitai hito kaitensushiIl bio-robot 「コピー頭脳でラクしよう」 - Kopī zunō de rakushiyō | 28 febbraio 2014  | 15 agosto 2020                   |
| 304 | Nobita è felice per l'imminente arrivo di un amico di suo padre, che considera come un vero e proprio zio, quando all'improvviso viene a sapere che sarà costretto ad annullare la visita programmata: dato che ad ogni visita lo zio è solito elargire una cospicua paghetta al ragazzo, Doraemon gli presta il sushi persone-a-domicilio, una sorta di nastro trasportatore capace di far apparire persone lontane per un minuto circa. Nobita usa il chiusky anche per incontrarsi con Shizuka o con la sua cantante preferita, Tsubasa Ito, ma malgrado tutto non riesce a ottenere la tanto agognata mancia dallo zio.Doraemon mostra a Nobita il bio-robot, un chiusky capace di rendere un animale la perfetta copia di sé. Inizialmente Nobita utilizza la sua nuova scoperta su un gattino, per poi applicarla a un grosso cane, volendo spaventare Gian e fargli pagare le sue cattiverie; in seguito Nobita si addormenta, per poi scoprire che il cane - essendogli stato lasciato per troppo tempo il bio-robot - ha iniziato ad acquisire la personalità di Nobita e a credere di essere proprio quest'ultimo, comportandosi come lui e impedendogli di entrare in casa. |                   |                                  |
| 305 | I due omini 「ふくびんコンビ」 - FukubinkonbiUn'impresa memorabile 「歩け歩け月までも」 - Aruke aruke tsuki made mo | 14 marzo 2014     | 22 agosto 2020                   |
| 305 | Stanco delle continue prepotenze di Gian, Nobita chiede a Doraemon un chiusky per ribaltare la situazione: utilizzando i due omini (due piccoli pupazzetti rappresentanti la fortuna e la sventura) sarà per lui possibile far ricadere tutti i propri eventi sfortunati sul bullo, e viceversa approfittare delle sue fortune. Il piano ha successo fino a quando Gian inciampa sul chiusky e lo disattiva. Gian è così intenzionato a vendicarsi su Nobita, ma quando sta per picchiarlo il ragazzo riesce all'improvviso a riattivare il chiusky, portando Gian a darsi numerosi pugni da solo.Nobita non riesce a dormire perché è immerso nei suoi pensieri: vuole infatti compiere a tutti i costi "un'impresa memorabile". Il giorno seguente, Doraemon mostra a Nobita il tunnel illumina-via, una sorta di faro che proietta una luce quadrimensionale, con la quale è possibile attraversare oggetti solidi e arrivare in un qualsiasi posto in linea retta. Il ragazzo decide così di utilizzare il chiusky per compiere la sua grande impresa, ossia essere il primo uomo ad arrivare sulla Luna senza astronave; Nobita inizia così la sua marcia verso il satellite, salvo scoprire che a causa della rotazione della Luna essa sarà completamente impossibile. |                   |                                  |
| 306 | Cavalli del futuro 「ウマタケ牧場」 - Umatake bokujōEsperto in una notte 「テストに一夜漬けダル」 - Tesuto ni ichiyadzuke daru | 11 aprile 2014    | 22 agosto 2020                   |
| 306 | Suneo si vanta delle eccezionali abilità del suo cavallo Stallone, tanto da decidere di organizzare una gara contro Nobita, Gian e Shizuka. Doraemon equipaggia i tre con dei "cavalli del futuro", i Cavallambù: Gian sceglie un cavallo robusto, Re Gian, mentre Shizuka un esemplare femmina completamente bianco, che chiama Neve. Il cavallo scelto da Nobita, Nobix, è il più irrequieto di tutti, ma il ragazzo si sforza per sviluppare con lui un'intesa: sfruttando la golosità del suo Cavallambù per le carote, Nobita riesce così a far correre il suo cavallo al massimo e, dopo un serrato testa a testa con Suneo, a vincere la corsa.Nobita vuole evitare l'ennesima figuraccia a baseball, e chiede a Doraemon aiuto: dormendo nel barile crea-talento - una botte contenente un liquido viscoso simile a quello usato per i sottaceti - potrà letteralmente assorbire tutte le conoscenze relative a tale sport, diventando "esperto in una notte". Suneo viene a conoscenza del chiusky e, invidioso, decide di rubarlo; nel farlo, tuttavia, rovescia per sbaglio il contenuto e lo sostituisce con un altro simile, ma completamente inefficace. In occasione della prova di musica del giorno seguente, Nobita decide così di impegnarsi pur senza l'aiuto del chiusky, studiando tutta la notte e ottenendo i complimenti dell'insegnante; al contrario, Suneo finisce per fare una figuraccia davanti all'intera classe.                                                                                                 |                   |                                  |
| 307 | Il delfino Sabatino 「空き地のイルカ」 - Akichi no iruka「タイムピストルで“じゃま物”は消せ」 - Taimupisutoru de “jama-mono” wa kese – "La pistola a tempo" | 18 aprile 2014    | 16 gennaio 2023inedito           |
| 307 | Suneo si vanta con Nobita della sua abilità nella pesca, così quest'ultimo decide di chiedere aiuto a Doraemon: utilizzando l'Entra-pesce e l'Esci-pesce, i due riescono a far arrivare dall'oceano una gran quantità di pesci; tra di essi è presente anche un cucciolo di delfino che si è smarrito. Nobita si affeziona rapidamente all'animale, gli dà il nome di Sabatino e sviluppa con lui una particolare intesa; decide inoltre di creare con il suo aiuto uno spettacolo per i propri amici. Qualche giorno dopo, il branco ritorna però in cerca del delfino, così - dopo avere salutato Sabatino - Nobita si ritrova a dover mettere in scena lo spettacolo in maniera completamente diversa. |                   |                                  |
| 308 | 「石器時代の王さまに」 - Sekki jidai no ōsama ni – "Il re dell'età della pietra"Le carpe volanti 「鯉のぼりをつかまえろ!」 - Koinobori o tsukamaero! | 25 aprile 2014    | inedito16 gennaio 2023           |
| 308 | Il giorno della Festa dei bambini, Suneo si vanta con Gian e Nobita delle sue gigantesche carpe volanti fatte arrivare direttamente dalla Francia; i due tuttavia le deridono, dato che in assenza di vento hanno un aspetto davvero buffo. Invidioso, Suneo decide di rubare le Palline energetiche - un chiusky che Nobita aveva usato per mantenere le proprie carpe sempre in movimento - ma, avendo esagerato con la quantità, le carpe iniziano a fuggire per la città. Dopo molti sforzi, Nobita e Doraemon riescono infine a catturarle: Suneo è così costretto a tenere le sue carpe, ancora piene di energia, all'interno della propria abitazione. |                   |                                  |
| 309 | 「どこでもドアを作ろう!」 - Dokodemodoa o tsukurou! – "Una porta magica"La gratitudine della gru 「ツルよ、恩をかえして!」 - Tsuru yo, on o kaeshite! | 2 maggio 2014     | inedito17 gennaio 2023           |
| 309 | Doraemon mostra a Nobita un chiusky che ricalca alla lettera la favola de La gratitudine della gru: per ottenere un videogioco, il ragazzo deve quindi salvare una gru, ospitare quest'ultima nella sua forma umana di ragazza-robot, farla accomodare nel proprio armadio ad ante e attendere la creazione dell'oggetto. I suoi genitori, Suneo e Shizuka aprono però per motivi diversi l'armadio: come nella favola, ogni volta la gru fugge, lasciando Nobita a mani vuote. Spazientito e stanco dei continui contrattempi, Nobita decide di utilizzare chiodi e martello per rendere impossibile l'apertura dell'armadio; il ragazzo si rende conto del problema solo dopo che il videogioco è stato finalmente creato, quando la gru non riesce più ad uscire. |                   |                                  |
| 310 | Il Nobitreno 「のび太鉄道」 - Nobita tetsudōIl computer di Nobita 「物体変換銃でカバンをカバに!?」 - Buttaihenkanjū de kaban o kaba ni!? | 16 maggio 2014    | 18 gennaio 2023                  |
| 310 | Suneo si vanta con Nobita del suo prezioso plastico ferroviario, così con l'aiuto di Doraemon quest'ultimo decide di creare un vero treno per andare a scuola, che chiama appunto Nobitreno; fin da subito l'impresa non si mostra semplice: i binari devono essere infatti disegnati a mano con uno speciale gessetto, e anche la guida del mezzo presenta alcuni problemi. Il giorno dell'inaugurazione, il treno si mostra insufficiente in quanto a capienza, e l'intera classe di Nobita finisce per arrivare in ritardo; la mattina seguente tutti i problemi sembrano risolti, quando un improvviso acquazzone fa svanire il gesso dei binari, rendendo i compagni di Nobita furiosi.Nobita vorrebbe avere un computer simile a quello di Suneo, così Doraemon gli mostra un chiusky per avverare il suo desiderio: la pistola trasforma-tutto, capace di modificare per quindici minuti un qualsiasi oggetto in un altro, a patto che condivida con esso alcune sillabe: un ravanello bianco può così diventare un computer. Nobita finisce però per usare la pistola impropriamente, per fare scherzi o per impedire al maestro di parlare con sua madre: il piano non ha però l'effetto sperato, e quest'ultima scopre che il ragazzo ha preso zero anche nell'ultimo compito in classe. |                   |                                  |
| 311 | 100 su 100 「な、なんと!! のび太が１００点とった!!」 - Na, nanto!! Nobita ga 100-ten totta!!La caccia al tesoro 「珍加羅峠の宝物」 - Chin kara-tōge no takaramono | 23 maggio 2014    | 19 gennaio 2023                  |
| 311 | Per la prima volta, Nobita prende nel compito in classe il massimo della valutazione: "100 su 100"; il ragazzo cerca così di informare gli amici e sua madre, ma senza successo, cosa che lo porta a demoralizzarsi. Doraemon, dispiaciuto, utilizza allora il Signor Pubblicità, capace di diffondere rapidamente la notizia per l'intera città, ma ben presto esso diventa soltanto causa di imbarazzo per Nobita, che viene addirittura invitato in televisione e festeggiato per strada. Annullato l'effetto del chiusky, nessuno si ricorda più dell'accaduto, e Nobita decide di nascondere la verifica; prima che possa farlo è però scoperto dalla madre, che alla vista del voto si mette a piangere per la commozione, tanto da definire il test un "cimelio di famiglia".Dopo aver letto un libro riguardante i tesori nascosti, Doraemon si propone di utilizzare il rilevatore di tesori per poterne trovare uno con Nobita e diventare milionari; i numerosi tentativi fatti dai due non hanno tuttavia successo, tanto da far spazientire Nobita. Grazie al rilevatore, i due finiscono per salvare una persona che si era rifugiata da una grotta poi coperta da una frana, ma la lasciano andare via rinunciando alla lauta ricompensa da lui offerta; poco dopo si rimettono a litigare per l'insuccesso della "caccia al tesoro", senza sapere che ciò che stavano tanto cercando era proprio sotto i loro piedi. |                   |                                  |
| 312 | Un mondo di lusso 「デラックスライト」 - DerakkusuraitoRicordi di infanzia 「のび太の100点 25年後の大事件」 - Nobita no 100-ten 25-nen-go no daijigen | 30 maggio 2014    | 20 gennaio 2023                  |
| 312 | Nobita vorrebbe possedere oggetti di ultima generazione come quelli di Suneo, perciò Doraemon gli fa usare la torcia lusso-express, capace di rendere prezioso ed elegante tutto ciò che è datato. Inizialmente Nobita usa la torcia per riammodernare la propria cameretta e per far smettere di litigare i suoi genitori, ma ben presto si fa prendere la mano, iniziando a usare il chiusky a sproposito. L'incontro con una bambina affezionata alla sua bambola lo rende però consapevole che anche le cose vecchie hanno un valore e, dopo aver chiesto scusa, riporta tutto alla normalità.Durante le pulizie di primavera, Nobita ritrova una scatola piena di ricordi relativi alla sua infanzia, e decide di inserirne alcuni in una capsula del tempo; nel frattempo, venticinque anni dopo, il Nobita adulto rimprovera suo figlio Nobisuke per il suo pessimo comportamento, mostrandogli la verifica in cui aveva preso 100 e stimolandolo a fare altrettanto; il ragazzo, non credendo completamente al padre, trova però la mappa relativa alla capsula e si mette a cercarla. Dopo averla aperta, scopre così che anche il padre all'epoca collezionava 0, scoppiando a ridere. |                   |                                  |
| 313 | I gamberi fritti 「のび太のエビフライ」 - Nobita no ebifuraiEroe per un giorno 「たすけて!助け船」 - Tasukete! Tasukebune | 6 giugno 2014     | 23 gennaio 2023                  |
| 313 | La mamma ha appena cucinato dei deliziosi gamberi fritti, ma improvvisamente irrompe in cucina un topolino; preso dal panico, Doraemon decide di utilizzare il kit di sorveglianza per impedire l'accesso dell'animale nella stanza. Mentre Doraemon sta impostando la password, il chiusky riconosce però come parola d'ordine una frase di un discorso tra Nobita e sua madre; non sapendo quali siano le parole in questione e malgrado i vari tentativi, i tre non riescono a rientrare in cucina. Casualmente è il padre di Nobita a risolvere la situazione: essendo nel frattempo tornato a casa e avendo sentito l'odore dei gamberi, afferma infatti: "Pancia mia fatti capanna, gnam!", ossia la password corretta.Nobita è invidioso di Dekisugi, che è finito sul giornale per avere compiuto una buona azione, e vorrebbe fare altrettanto diventando "eroe per un giorno". Doraemon fa così usare all'amico la scialuppa delle buone azioni, una piccola barca con una freccia che indica la direzione in cui si trovano persone bisognose di aiuto; i vari tentativi non vanno però mai a buon fine, tanto che Nobita viene anche picchiato da Gian. Quando il ragazzo compie finalmente l'impresa memorabile che tanto desiderava, salvando la vita a un operaio che stava per precipitare dall'impalcatura su cui stava lavorando, un banale attimo di disattenzione lo porta a cadere a sua volta sull'impalcatura e a finire sul giornale proprio per questo motivo, venendo deriso dai compagni.                              |                   |                                  |
| 314 | 「パパもあまえんぼ」 - Papamoamaenbo – "Il cocco della nonna"「たけしのズンドコ誕生日」 - Takeshi no zundoko tanjōbi – "La giornata internazionale di Gian" | 13 giugno 2014    | inedito                          |
| 315 | La squadra di Nobita 「のび太イレブン」 - Nobita irebunIl baratto 「ぶつぶつ交換機」 - Butsubutsu kōkanki | 20 giugno 2014    | 24 gennaio 2023                  |
| 315 | Nobita vuole giocare a calcio nella squadra di Gian, ma quest'ultimo - ritenendolo troppo imbranato - preferisce non accettarlo; preso dall'orgoglio, Nobita allora scommette con l'amico che riuscirà a creare una squadra migliore della sua: i perdenti avrebbero mangiato gli spaghetti dal naso. Dato che nessuno vuole entrare in squadra con Nobita, Doraemon utilizza la macchina triplo 3D per creare numerose copie del ragazzo, ma gli allenamenti che seguono sono disastrosi, date le pessime abilità calcistiche di Nobita (e di conseguenza delle sue copie). Il giorno della partita, arbitrata da Shizuka, Doraemon decide di utilizzare il voluminoso, un chiusky che permette di ingrandire le parti del corpo: ciò porta la squadra di Nobita a vincere, seppur in maniera assai particolare.Nobita ha comprato una copia di un fumetto che già possiede, ed è triste per aver sperperato il denaro della sua paghetta, così Doraemon gli presta la macchina del baratto; il baratto ha rapidamente successo, e ben presto Nobita riesce a ottenere da Suneo uno squisito set di pasticcini e cioccolatini francesi. Desiderando ottenere sempre di più, Nobita si fa però prendere la mano, ritrovandosi alla fine con un pugno di mosche: a causa di un equivoco, scambia infatti un prezioso telescopio con cento biglietti per un concerto di Gian. |                   |                                  |
| 316 | Il castello di Nobita 「裏山のドラえもん城」 - Urayama no Doraemon shiroUn bugiardo di professione 「「真実の旗印」はつねに正しい」 - `Shinjitsunohatajirushi' wa tsuneni tadashī | 27 giugno 2014    | 25 gennaio 2023                  |
| 316 | Doraemon e Nobita si recano sulla collina dietro alla scuola per utilizzare il manuale costruisci-castelli-giapponesi, capace di far materializzare in un attimo imponenti fortezze. Nobita può così avere il suo castello, ma Gian e Suneo - che li avevano seguiti di nascosto - se ne appropriano con l'inganno; per caso, trovano inoltre un manuale contenente l'indicazione dei passaggi segreti e dei trabocchetti della fortezza, usandoli contro Doraemon e Nobita. I due riescono infine ad arrivare nella sala reale, dove si trova Gian; senza saperlo, quest'ultimo aziona però il meccanismo di autodistruzione del castello, che esplode in tanti fuochi artificiali.Le bugie di Nobita vengono sempre rapidamente scoperte, ma il ragazzo riesce a convincere Doraemon a prestargli la bandiera della verità; se tenuto in verticale tale stendardo riesce a rendere plausibili per ogni persona anche palesi bugie, mentre in orizzontale il suo effetto si annulla. Nobita utilizza il chiusky per fare scherzi ai suoi amici, alla madre e al maestro, e addirittura per far credere a Shizuka di essere sua moglie; quando tuttavia una folata di vento fa cadere la bandiera, l'intera situazione ritorna alla normalità, e tutti si rivoltano contro Nobita, costringendolo alla fuga. |                   |                                  |
| 317 | Tutti in barca! 「さかながボートに大変身」 - Sakana ga bōto ni dai henshinLe leggi della moda 「流行性ネコシャクシウイルス」 - Ryūkō-sei nekoshakushiuirusu | 11 luglio 2014    | 26 gennaio 2023                  |
| 317 | Suneo ha invitato in vacanza sul proprio panfilo Gian e Shizuka, tuttavia, pur avendo escluso Nobita, gli telefona continuamente per metterlo in imbarazzo. Grazie alla barca delle creature oceaniche, Doraemon fa in modo che anche Nobita abbia una sua imbarcazione, ma ancor più particolare: essa infatti potrà assumere forme e caratteristiche di qualunque essere marino. Grazie alla barca, Nobita riesce anche a vincere una gara di velocità con lo yacht di Suneo, rendendo quest'ultimo furioso e desideroso di vendetta; il ragazzo si fa così prestare il medesimo chiusky da Doraemon, con lo scopo segreto di trasformarsi in uno squalo e spaventare tutti i suoi amici, ma il piano gli si ritorce contro: per sbaglio la barca diventa infatti un pesce lanterna, diretto verso le profondità degli abissi.Nobita non comprende le ultime tendenze in fatto di moda, così con Doraemon utilizza il virus della moda per fare degli "esperimenti" e alcuni scherzi alle persone del quartiere, sfruttando il fatto che il chiusky ha effetto solo per un giorno. I due rivoluzionano così in maniera frenetica i gusti dell'intera città, facendo ad esempio diventare di moda le gonne corte o l'essere "simili a Nobita" ma inaspettatamente il giorno dopo è lo stesso Nobita - seppur in ritardo - a essere stato contagiato, dirigendosi a scuola vestito in maniera ridicola. |                   |                                  |
| 318 | Quasi invisibile 「石ころぼうし」 - Ishikoro bōshiUn salto nel futuro 「のび太のおよめさん」 - Nobita no o yome-san | 8 agosto 2014     | 27 gennaio 2023                  |
| 318 | Nobita non sopporta di essere continuamente rimproverato, tanto da voler diventare "quasi invisibile"; Doraemon gli fa così usare il non ti vedo, un cappello che appunto fa sparire chi lo indossa alla vista di tutti gli altri. Dopo un periodo di iniziale esultanza, Nobita inizia a desiderare nuovamente di essere considerato dai genitori e dagli amici, tuttavia non riesce più a togliersi il chiusky dalla testa. Il desiderio di Nobita infine si realizza quando sua madre senza saperlo gli getta addosso l'acqua di un tubo per l'irrigazione, che rende possibile la rimozione del cappello; il ragazzo, anche se rimproverato dai genitori per essere fradicio, piange così per la commozione di essere di nuovo visto da loro.Il giorno del suo compleanno, Nobita è dubbioso sul fatto che riuscirà a sposare realmente Shizuka, e di conseguenza decide di fare "un salto nel futuro" insieme a Doraemon per controllare di persona. Inizialmente il ragazzo crede che Shizuka abbia sposato Dekisugi, ma ben presto si tranquillizza, e - essendo stato scambiato da lei per il figlio, Nobisuke - ha modo di preparare insieme la festa per il sé stesso di venticinque anni dopo. I due passano così un bel pomeriggio, fino a quando il vero Nobisuke - arrivato nel frattempo a casa - scambia Doraemon e Nobita per degli alieni e finisce per picchiarli. Tornato nel presente, Nobita festeggia infine il proprio compleanno con gli amici e i suoi genitori.                                                        |                   |                                  |
| 319 | La casa dei sogni 「ミニハウスでのりきる夏」 - Mini hausu de norikiru natsuLa vita è bella 「うきうきするウキワ」 - Ukiuki suru ukiwa | 29 agosto 2014    | 30 gennaio 2023                  |
| 319 | Nobita vuole invitare Shizuka a casa sua per fare i compiti delle vacanze, ma Suneo lo umilia: si vanta infatti delle mille comodità presenti nella sua abitazione, comfort che Nobita non avrebbe mai potuto offrire all'amica. Doraemon utilizza allora la mini-casa - un'abitazione in miniatura ampia, accogliente e provvista di piscina - una vera e propria "casa dei sogni". Gian e Suneo, invidiosi, rubano il chiusky con l'inganno e lo portano nel giardino di Gian; la casa si ritrova tuttavia invasa da una grande colonia di formiche, e i due - essendo ancora rimpiccioliti - rischiano anche di essere schiacciati dagli amici nel frattempo sopraggiunti.Nobita è depresso per le ingiustizie che deve sopportare e per la sfortuna che costantemente lo perseguita, così Doraemon prova a farlo sentire meglio prestandogli la ciambella tiramisù, un salvagente capace di aumentare l'entusiasmo e l'allegria di chi lo indossa. Il chiusky ha l'effetto sperato, ma in seguito l'intera classe di Nobita finisce per indossarne altri esemplari, portando Doraemon a preoccuparsi: se usata su persone già felici, la ciambella rischia infatti di far compiere azioni pericolose o incoscienti. Gian organizza infine un concerto e la sua pessima voce finisce per far scoppiare tutte le ciambelle, risolvendo il problema. |                   |                                  |
| 320 | Il Bevi e nuota 「しずかちゃんがカッパに!?」 - Shizukachan ga kappa ni!?Un angioletto impiccione 「ミチビキエンゼル」 - Michibikienzeru | 12 settembre 2014 | 17 gennaio 202331 gennaio 2023   |
| 320 | Shizuka ha il sogno di nuotare nel mare come una sirena, e Nobita decide di avverare il desiderio dell'amica utilizzando il Bevi e nuota, accorgendosi troppo tardi che la bevanda ha vari gusti e lei ha bevuto quello sbagliato: infatti, alla vista dei cetrioli, la ragazza inizia a trasformarsi in un kappa, una celebre creatura mitologica giapponese. Dopo un iniziale momento di imbarazzo, Shizuka riesce infine a utilizzare nella maniera corretta il suo corpo trasformato, salvando un gattino che era caduto nel fiume; tornata a casa, la ragazza finisce però per spaventare sua madre, trasformandosi per sbaglio in un kappa anche davanti a lei.Doraemon non si sente molto bene e, desideroso di riposarsi, presta a Nobita l'angelo del consiglio, un burattino da tenere sulla mano che avrebbe risposto a tutti i dubbi del ragazzo, mostrandogli sempre la scelta migliore da compiere. Inizialmente Nobita è felice per il nuovo chiusky, ma ben presto comincia a detestare l'eccessiva invadenza dell'angelo, che peraltro lo porta a fare una figuraccia con Shizuka e sua madre; la sera stessa, il burattino cerca di impedire a Nobita di trovare una vite persa in precedenza da Doraemon, ed essenziale al suo funzionamento. Il pupazzo viene infine preso da Gian, e Nobita può proseguire la sua ricerca, trovando così il pezzo mancante: il giorno dopo Doraemon sta di nuovo bene, mentre Gian è disperato per il comportamento impiccione dell'angelo.                                                  |                   |                                  |
| 321 | Un volo movimentato 「のび太航空へようこそ」 - Nobita kōkū e yōkosoEsprimi un desiderio 「神さまごっこ」 - Kamisama-gokko | 19 settembre 2014 | 31 gennaio 20231º febbraio 2023  |
| 321 | Dopo aver saputo che da grande Shizuka vuole diventare un'assistente di volo, Nobita decide di essere a sua volta un pilota di linea: Doraemon gli fa così provare un velivolo in miniatura, l'aereo a pedali, e - dopo essersi impratichito nell'utilizzo - il ragazzo decide di fondare una sua compagnia, la Nobita Airlines. La prima passeggera è Shizuka, che deve ritrovare il suo passerotto, mentre il secondo è Suneo, che fa richieste impossibili per mettere in difficoltà i due amici. Il terzo è infine Gian, che per fuggire il più lontano possibile da sua madre - infuriata con lui - cerca di "dirottare" l'aereo verso Hong Kong utilizzando dei petardi, ma senza successo. Dopo aver vissuto tre "voli movimentati" di fila, Nobita finisce così per ricredersi sul voler diventare pilota.Desideroso di mangiare dei dorayaki, Doraemon utilizza il set miracoloso - un chiusky capace di avverare piccoli desideri - ma ha bisogno dell'aiuto di Nobita: il ragazzo, al quale viene data un'aureola e una piccola cassetta per le offerte, interpreta così il Sommo, ossia la divinità che può elargire miracoli, mentre Doraemon, mettendo una sua moneta nella cassetta, si comporta da fedele. Felice per il risultato di Doraemon, Nobita decide di continuare a comportarsi da Sommo e aiutare tutti i suoi amici, ma ogni suo tentativo finisce per ritorcersi contro di lui; infine chiede anche a sua madre quale sia il suo più grande desiderio, ma per sua sfortuna è vederlo diventare uno studente modello. |                   |                                  |
| 322 | Un campeggio futuristico 「22世紀のすてきなキャンプ」 - 22 seiki no sutekina kyanpuLe leggi di Nobita 「ポータブル国会」 - Pōtaburu kokkai | 17 ottobre 2014   | 1º febbraio 20232 febbraio 2023  |
| 322 | Nobita e i suoi genitori sono appena tornati dal campeggio, ma la loro esperienza è stata a dir poco terribile; per mostrare all'amico il lato positivo di una tale vacanza, Doraemon utilizza allora la tenda futuristica, prodotta appunto con le più recenti tecnologie, e invita anche Shizuka. Arrivati nel luogo in cui soggiornare, i tre incontrano Gian e Suneo, che invece stanno campeggiando in maniera tradizionale, e alla fine si accorgono di preferire proprio quest'ultimo metodo; per sbaglio, Nobita non ha tuttavia disattivato una delle funzioni della nuova tenda, ossia quella di raccogliere i rifiuti e depositarli nel cestino della sua cameretta: ben presto, il chiusky trova così tutta la spazzatura presente sulla montagna e la accumula in casa di Nobita.Stanco delle continue ingiustizie e dei prezzi alle stelle, Nobita si fa prestare da Doraemon il parlamento tascabile, con il quale è possibile proporre leggi che poi saranno rispettate dall'intera nazione. All'inizio il ragazzo prende molto seriamente il ruolo di "primo ministro" e cerca realmente di aiutare il proprio paese (creando una legge che abbassa i prezzi e una che combatte il bullismo), ma finisce per essere deriso da tutti gli amici. Infuriato, promulga allora una serie di leggi che consistono nel rispettare in maniera incondizionata lui stesso, e le inserisce tutte insieme nel parlamento; l'eccessivo carico di materiale fa però andare in tilt il chiusky, che infine scoppia.                             |                   |                                  |
| 323 | I popcorn della rabbia 「怒りのポップコーン」 - Ikari no poppukōnScherzetti da procione 「タヌ機」 - Tanuki | 24 ottobre 2014   | 2 febbraio 202313 febbraio 2023  |
| 323 | Nobita è infuriato perché Suneo gli ha anticipato il finale di un libro giallo che stava leggendo, e Doraemon - per non sprecare l'energia di tutta quella rabbia - utilizza il cappello scoppia-rabbia, capace di trasformare appunto tale sentimento in squisiti popcorn, dal gusto diverso a seconda di chi indossa il cappello. Dopo vari tentativi, i due - accompagnati da Shizuka, Gian e Suneo - scoprono infine che i popcorn più deliziosi provengono dal signor Kaminari, e cercano di farlo arrabbiare di proposito, sconfiggendolo con l'inganno a shōgi, ma l'anziano signore si dimostra al contrario molto sportivo. Quando però, per sbaglio, Doraemon spezza il ramo di uno dei suoi amati bonsai, Kaminari esplode per la furia, finendo così per bruciare i popcorn.Gian e Suneo deridono Nobita e Doraemon, mostrando loro delle foto in cui sono stati trasformati in procioni, così i due decidono di ripagarli con la stessa moneta usando il kit del procione dispettoso. Tale chiusky, basato sulla credenza folcloristica che i tanuki sarebbero capaci di ingannare gli umani, permette di creare allucinazioni basate su oggetti reali; se con Suneo il piano di fare vari "scherzetti da procione" ha rapidamente successo, tanto da far prendere al ragazzo un bello spavento, nel caso di Gian si ritorce completamente contro i suoi ideatori: il bullo finisce infatti per picchiare, scambiandoli per tanuki ingannatori, sia Doraemon che Nobita.                                                             |                   |                                  |
| 324 | Le zucche di Halloween 「ハロウィーンの暴走かぼちゃ」 - Harou~īn no bōsō kabochaUno strano antenato 「ホラふきご先祖」 - Hora fuki gosenzo | 31 ottobre 2014   | 13 febbraio 202314 febbraio 2023 |
| 324 | È Halloween, e Suneo si vanta delle gigantesche zucche che ha ordinato per l'occasione; grazie al mutatore genetico, Nobita ha però l'occasione di creare lanterne ancora migliori: trasforma infatti dei semplici semi in zucche che rimangono sempre illuminate, e insieme ai propri amici le dona a tutti i ragazzi del quartiere. La notte stessa, le "zucche di Halloween" geneticamente modificate però si risvegliano, e iniziano a muoversi per la città: Nobita e Doraemon scoprono così che il loro desiderio è quello di essere mangiate, e Gian si mostra ansioso di poterlo fare.Nobita deve scrivere un tema su uno dei suoi antenati e chiede al padre informazioni su di loro, ma anche Nobisuke sa ben poco riguardo ad essi, tranne per il fatto che circa due secoli prima era esistito un certo "Nobi il visionario", noto in tutta la regione per le storie che raccontava. Nobita e Doraemon portano così l'avo nel presente per conoscere nel dettaglio qualcuno dei racconti, ma l'uomo – nel vedere tutte le "novità" del futuro, e arrivando persino a volare per sbaglio con il copter – rimane completamente terrorizzato, tanto che i due alla fine lo riconducono indietro: solo allora scoprono che i racconti "visionari" erano proprio quelli inerenti a tutto ciò che l'antenato aveva visto nel futuro. |                   |                                  |
| 325 | I fumetti 「空とぶマンガ本」 - Sora tobu manga honLa falsa accusa 「ぬれぎぬを着せよう!」 - Nure ginu o kiseyou! | 7 novembre 2014   | 14 febbraio 202315 febbraio 2023 |
| 325 | Le madri di Nobita e Suneo si convincono che, per il bene dei propri figli, devono sbarazzarsi di tutti i loro fumetti; grazie al megafono ipnotizzante – capace di far credere a un oggetto che abbia un'altra funzione – Nobita riesce a impedire che la madre entri nella sua cameretta e a nascondere tutti i fumetti in uno dei tubi del parco, aiutando poi Suneo a fare lo stesso. Le due mamme si accorgono però del nascondiglio e, dopo un lungo inseguimento, i tre si trovano costretti a trasformare i manga in rondini; Tamako e la madre di Suneo decidono infine di perdonare i ragazzi e far tenere loro i fumetti, ma nel frattempo questi ultimi hanno preso il volo per l'annuale migrazione verso Sud.Gian e Suneo frantumano con un aeroplanino radiocomandato la finestra del signor Kaminari, ma fanno in modo che a essere incolpato risulti Nobita; furiosi per "la falsa accusa", Doraemon e Nobita decidono di utilizzare il mantello 'è colpa tua', capace di far ricadere su qualcun altro le colpe delle proprie azioni. I due riescono rapidamente a vendicarsi di Suneo, mentre nel caso di Gian sono sempre ostacolati da qualche imprevisto; per sbaglio, finiscono infine per avvolgere con il mantello oltre al bullo anche loro stessi: i tre, scambiati per ladri, vengono così inseguiti dalla polizia. |                   |                                  |
| 326 | Muscoli d'argilla 「ムキムキからだねん土」 - Mukimuki karadanendoIl ciclone Nobita 「嵐でやっつけろ!」 - Arashi de yattsukero! | 14 novembre 2014  | 15 febbraio 202316 febbraio 2023 |
| 326 | Nobita vorrebbe avere una muscolatura simile a quella di Gian, perciò Doraemon gli fa usare l'argilla modellante, una sorta di plastilina capace di modificare le parti del corpo. Doraemon e Nobita creano così per loro dei veri e propri "muscoli d'argilla", Suneo aumenta la propria altezza e Shizuka modifica il suo naso; Gian, invece, aumenta ancor di più la sua muscolatura, e si iscrive a un torneo di wrestiling per dilettanti. Gli amici di Nobita risultano però scontenti dei cambiamenti al proprio corpo e preferiscono annullarli, mentre Gian con l'aiuto del chiusky riesce a vincere l'incontro: pur non aumentando la sua forza, l'argilla lo aveva infatti protetto dai colpi dell'avversario.Un violento tifone sta per abbattersi sulle coste del Giappone, e Doraemon non vuole sprecare l'occasione di accumulare energia in maniera ecologica e gratuita: posiziona così nel giardino di casa l'acchiappa-ciclone e il vento-distributore, capaci appunto di immagazzinare tutta la forza della tempesta e renderla utilizzabile per scopi utili; Nobita decide però di usare l'energia per vendicarsi di Gian e Suneo, diventando un ciclone in miniatura. Tuttavia, ben presto il ragazzo esagera, e avendo aperto in maniera eccessiva il rubinetto del vento-distributore, crea un tornado che risucchia l'intera casa, creando nei suoi amici disappunto per la tanta energia sprecata. |                   |                                  |
| 327 | L'ultima foglia 「落ち葉とジャイ子」 - Ochiba to jai-koI biscotti di Shizuka 「しずかちゃんになったのび太」 - Shizukachan ni natta Nobita | 21 novembre 2014  | 16 febbraio 202317 febbraio 2023 |
| 327 | È autunno, e Doraemon propone a Nobita di provare il foglia jumping, consistente nel rimpicciolirsi, salire su un albero e infine – utilizzando un'apposita cintura – compiere una sorta di bungee jumping attaccati alle foglie fatte cadere dal vento; i due coinvolgono anche Shizuka e Suneo, e scelgono un grande albero nei pressi dell'ospedale. Jaiko, ricoverata nel medesimo luogo, è tuttavia rimasta suggestionata da L'ultima foglia, un romanzo drammatico che ha appena letto, e crede che quando l'albero sarà spoglio anche lei dovrà "andare via per sempre"; Gian cerca così di impedire agli amici di fare foglia jumping, ma è sua madre che risolve il malinteso, informando la figlia che aveva avuto solo una leggera indigestione.Nobita è stato invitato insieme a Dekisugi a mangiare "i biscotti di Shizuka", tuttavia deve al tempo stesso strappare le erbacce dal proprio giardino; grazie alla fotocamera costumista – capace di creare costumi che imitano perfettamente il corpo degli altri – cerca così di ritardare Dekisugi per passare più tempo con Shizuka, e inganna Doraemon affinché lavori in giardino al posto suo. Tale comportamento si ritorce però contro Nobita: Doraemon infatti si traveste da Tamako, ingannando a sua volta il ragazzo; Suneo, impadronitosi per caso di un costume raffigurante Nobita, ne approfitta invece per fare scherzi nel quartiere e per mangiare i biscotti dell'amica al posto suo.                                                                            |                   |                                  |
| 328 | L'invasione dei cloni 「クローンリキッドごくう」 - Kurōnrikiddo go kūRicchezza e povertà 「お金のいらない世界」 - Okanenoiranaisekai | 28 novembre 2014  | 17 febbraio 202320 febbraio 2023 |
| 328 | Nobita e Suneo vogliono vendicarsi delle prepotenze di Gian, utilizzando la lozione clonante, che può appunto creare una moltitudine di piccoli cloni dai capelli di una qualsiasi persona. I piani dei due inizialmente non hanno successo, sia per la durata del chiusky – la quale si limita a soli trenta minuti – sia per il comportamento delle copie, che mantengono nei confronti del bullo lo stesso terrore degli originali. Sebbene a un certo punto i due sembrino avere la meglio, Gian finisce comunque per entrare in possesso della lozione, creando a sua volta altri piccoli sé ma finendo poco dopo per perderne il controllo; Gian si ritrova così a dover affrontare la sua paura più grande: essere punito da sua madre.Sebbene desideri davvero un aumento della propria paghetta, Nobita è consapevole che sarà praticamente impossibile ottenerlo: i conti mensili di casa sono infatti in rosso, e i suoi genitori non possono permettersi ulteriori spese. Grazie all'esaudifono, Nobita chiede allora di rendere il mondo un posto in cui non ci siano più problemi di "ricchezza e povertà", ma ciò porta a situazioni di fatto paradossali in cui gli acquirenti oltre a ricevere l'oggetto desiderato vengono anche pagati, e dove le persone cercano disperatamente di disfarsi del proprio denaro in ogni maniera possibile. Nobita ripensa così al desiderio espresso e, avendo capito che la sua non è la soluzione giusta, riporta tutto alla normalità.                                                      |                   |                                  |
| 329 | Il compleanno di Dorami 「ドラミの生まれた日」 - Dorami no umaretahiEco-formiche 「やりくりアリでリサイクル」 - Yarikuri ari de risaikuru | 5 dicembre 2014   | 20 febbraio 202321 febbraio 2023 |
| 329 | Nobita e i suoi amici festeggiano "il compleanno di Dorami", naturalmente insieme a Doraemon; sebbene quest'ultimo creda di sapere tutto sul conto della sorella, si accorge di non conoscere il perché del fiocco rosso che lei porta al posto delle orecchie, e decide di tornare indietro nel tempo per scoprirlo. La motivazione è assai profonda: essendo Doraemon diventato triste e di colore blu dopo che un topo aveva mangiato le sue orecchie, Dorami – nelle intenzioni dello scienziato che l'aveva creato – avrebbe dovuto riportare l'allegria nella sua vita, cosa che effettivamente accade. Tornati nel presente, Dorami è felice nel ricordare la gioia di Doraemon e i complimenti che aveva fatto a lei e al suo fiocco il giorno in cui era nata.Doraemon mostra a Nobita le eco-formiche, animaletti-robot che – sfruttando il principio del riciclaggio dei rifiuti – sono capaci di costruire nuovi oggetti utilizzando ciò che è stato gettato via. Nobita decide di sfruttare il chiusky per guadagnare un bel gruzzoletto, creando ciò di cui le persone del quartiere hanno bisogno, ma per sbaglio finisce per riciclare anche i vestiti di Gian. Il bullo pretende che i suoi abiti gli vengano riconsegnati all'istante, ma così facendo anche tutti gli oggetti creati fino a quel momento ritornano alla loro composizione originaria, causando scontento all'intera città. |                   |                                  |
| 330 | Nobita adulatore 「おせじ口べに」 - OsejikuchibeniIl maestro dei fili 「家元かんばん」 - Iemotokanban | 12 dicembre 2014  | 21 febbraio 202322 febbraio 2023 |
| 330 | Tamako ha appena comprato un abito nuovo, mentre Nobisuke ha terminato di dipingere una natura morta: i due chiedono a Nobita un parere sincero, ma quest'ultimo – rispondendo senza il minimo tatto – finisce per offendere entrambi, che lo lasciano senza merenda e paghetta. Doraemon presta così a Nobita il rossetto adulatore, capace appunto di rendere il ragazzo un mago dei complimenti: dopo avere fatto pace con i genitori lo usa anche con gli amici, che entusiasti lo colmano di vari regali. La sera stessa Nobita è però costretto ad affrontare le conseguenze delle sue "bugie": Gian ha infatti organizzato un concerto solo per lui, e Shizuka ha deciso di accompagnarlo con il violino.Nobita è abilissimo nel ripiglino, un vero e proprio "maestro dei fili", ma i suoi amici non sono affatto interessati a vedere le figure da lui create. Utilizzando l'insegna del gran maestro il ragazzo riesce però a creare una scuola estremamente prestigiosa in cui poter insegnare la sua arte – il cartello infatti condiziona le menti di coloro che lo leggono, rendendoli desiderosi di iscriversi – tanto da essere ben presto sfidato da un altro campione di ripiglino. Tra le persone ammesse alla scuola ci sono Shizuka e Gian, ma non Suneo; il ragazzo, cercando di ingraziarsi Nobita, sostituisce allora l'insegna con un'altra ben più moderna, finendo per vanificare l'effetto del chiusky. Tutti gli aspiranti allievi se ne vanno così annoiati, e Nobita scoppia in lacrime.                           |                   |                                  |

## Speciali
Gli episodi speciali di Doraemon vengono trasmessi in Giappone in occasione di eventi o ricorrenze particolari; sono inediti in Italia.
| Nº  | Giapponese 「Kanji」 - Rōmaji - Traduzione letterale | In onda          | In onda  |
| Nº  | Giapponese 「Kanji」 - Rōmaji - Traduzione letterale | Giapponese       | Italiano |
| S50 | 「怪談ランプ」 - Kaidanranpu – "Storie di fantasmi"「なんでも空港」 - Nandemokūkō – "Il mini-aeroporto"「竜宮城の八日間」 - Ryūgūjō no hachi-kakan – "Otto giorni nel palazzo del re drago"                                                                            | 1º agosto 2014   | inedito  |
| S51 | 「地底100マイルちょっとの大作戦」 - Mini hausu de norikiru natsu – "La grande operazione - Viaggio a cento miglia sottoterra" | 5 settembre 2014 | inedito  |
| S52 | 「おすそわけガム」 - Osusowakegamu – "La gomma delle prelibatezze"「宇宙戦艦のび太を襲う」 - Uchū senkan Nobita o osou – "L'attacco della corazzata spaziale"「思い出せ!あの日の感動」 - Omoidase! Ano Ni~Tsu no kandō – "Ricordi il giorno più bello della tua vita?" | 30 dicembre 2014 | inedito  |